# Canal de la Sambre à l’Oise
Der Canal de la Sambre à l’Oise [kanal də la sɑ̃bʁ a lwaz] (deutsch: Sambre-Oise-Kanal) ist ein französischer Schifffahrtskanal, der in der Region Hauts-de-France verläuft.

## Geografie
Der Kanal verbindet die Täler der Flüsse Sambre und Oise und ist Teil eines Binnenwasserweges, der Belgien mit Nordwestfrankreich und dem Großraum Paris verbindet. Diese Strecke setzt sich aus folgenden Wasserwegen zusammen:
- Sambre - als kanalisierter Fluss
- Canal de la Sambre à l’Oise
- Canal de Saint-Quentin
- Canal latéral à l’Oise
- Oise - als kanalisierter Fluss
- Seine - als kanalisierter Fluss

## Verlauf und technische Infrastruktur
Der Canal de la Sambre à l’Oise beginnt bei Landrecies, wo er Anschluss an den kanalisierten Fluss Sambre hat. Es handelt sich um einen Kanal vom Typus Wasserscheidenkanal, seine Scheitelhaltung liegt bei Boué. Der Höhenunterschied zu seinem Ausgangspunkt im Sambre-Tal beträgt zehn Meter und wird von drei Schleusen überwunden, jener zum Oise-Tal beträgt 92 Meter und benötigt 35 Schleusen. Bei Tergnier mündet der Kanal nach einer Gesamtlänge von 71  Kilometern in den Canal de Saint-Quentin (deutsch: Kanal von Saint-Quentin). Formal gesehen, gehören die letzten vier Kilometer zwischen La Fère und Tergnier bereits zum Kanal von Saint-Quentin, da sie zum Zeitpunkt der Erbauung bereits als Teil dessen bestanden hatten.
Für die Wasserversorgung des Kanals wurde der alte Oberlauf der Sambre (heute Ancienne Sambre) bei Boué zu einem See gestaut und über die ursprüngliche Wasserscheide hinweg dem Oise-Zufluss Noirrieux zugeleitet. Bis Oisy verläuft der Kanal aus Richtung Landrecies parallel zum Fluss Sambre, dessen früherer erster Nebenfluss zum neuen Oberlauf wurde und von dem ebenfalls Wasser entnommen wird. Südlich der Scheitelhaltung folgt der Kanal dem genannten Noirrieux bis zu dessen Mündung in die Oise bei Vadencourt, durch deren Niederung der südlichste Teil gebaut wurde.

### Koordinaten
- Ausgangspunkt des Kanals: 50° 7′ 35″ N, 3° 41′ 15″ OKoordinaten: 50° 7′ 35″ N, 3° 41′ 15″ O
- Endpunkt des Kanals: 49° 39′ 2″ N, 3° 18′ 18″ O

### Durchquerte Départements
- Nord
- Aisne

### Orte am Kanal

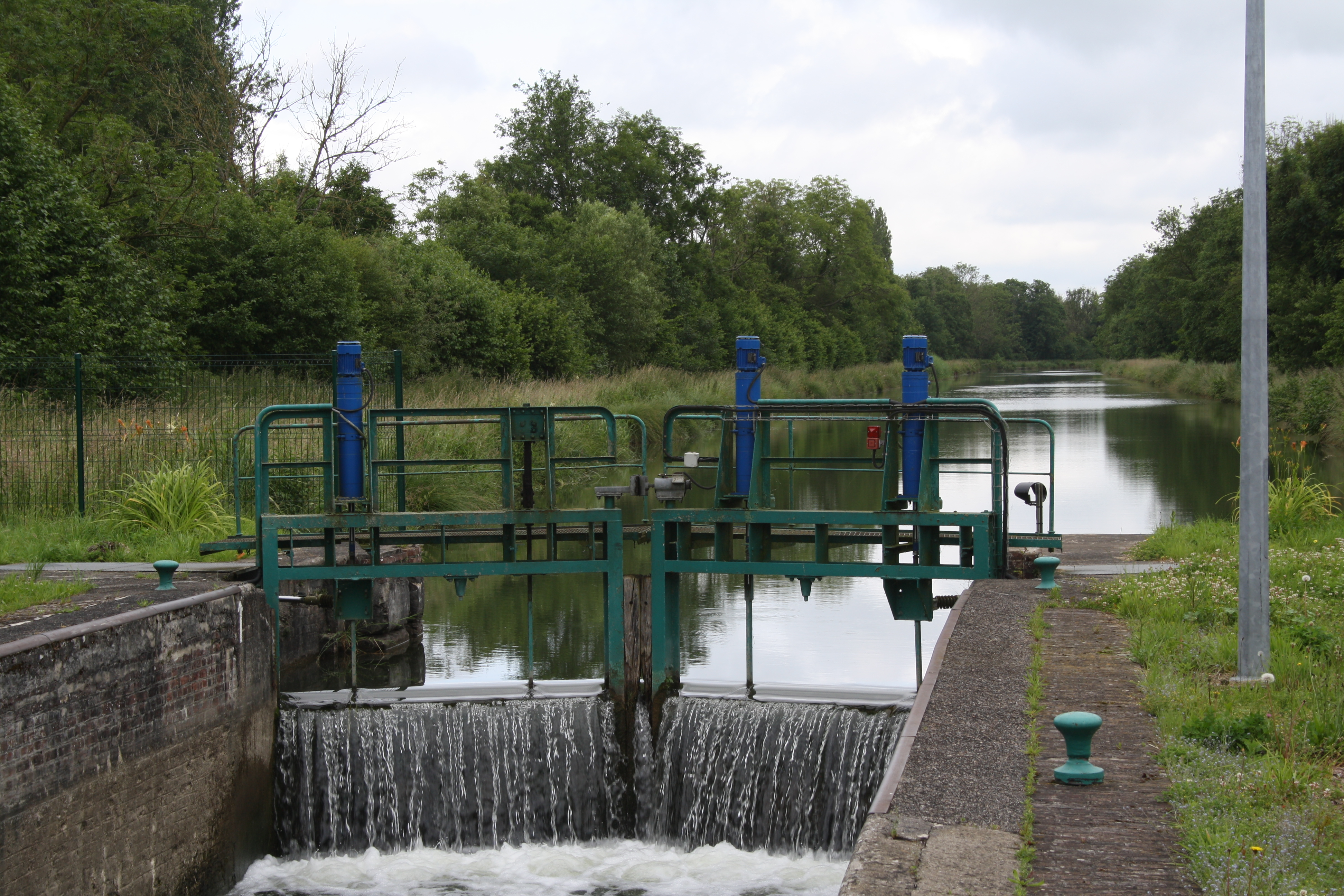
Schleuse Nr. 20 in Longchamps (Gemeinde Vadencourt)

- Landrecies
- Ors
- Oisy
- Boué
- Étreux
- Vadencourt
- Guise
- Origny-Sainte-Benoite
- Ribemont
- La Fère
- Tergnier

## Geschichte
Die Errichtung des Sambre-Oise-Kanals wurde Anfang des 19. Jahrhunderts mit der Zielsetzung beschlossen, für eine ausreichende Kohleversorgung von Paris aus dem Kohlerevier von Charleroi (Belgien) zu sorgen. Die Arbeiten begannen 1834, der Kanal wurde nach 5-jähriger Bauzeit 1839 eröffnet.
Während des Ersten Weltkrieges war der Kanal heftig umkämpft. Zu trauriger Berühmtheit gelangte der britische Dichter Wilfred Owen, der hier wenige Tage vor Kriegsende, am 4. November 1918, bei Ors als britischer Offizier sein Leben ließ.

## Wirtschaftliche Bedeutung
Die Frachtschifffahrt hat nach und nach ihre Bedeutung verloren. Die Grossschifffahrt nimmt für diese Strecke die Verbindung Canal du Nord - Großschifffahrtsweg Dünkirchen-Schelde, weshalb der Sambre-Oise-Kanal ein schwaches Verkehrsaufkommen hat.

## Sehenswürdigkeiten
Der Kanal verläuft im Département Nord durch den Regionalen Naturpark Avesnois.